# Гутьерре Родригес де Кастро эль-Эскалабрадо
Гутьерре Родригес де Кастро, также известный как Гутьерре Руис де Кастро по прозвищу эль-Эскалабрадо (? — около 1195 года) — кастильский аристократ из дома Кастро, сын Родриго Фернандеса де Кастро и его жены Эйло Альварес, дочери Альвара Фаньеса и его жены Майор Перес, дочери графа Педро Ансуреса .

## Биография
Король Альфонсо VII Леонский назначил дядю Гутьерре по отцовской линии, Гутьерре Фернандеса де Кастро, опекуном и наставником своего сына инфанта Санчо, будущего короля Кастилии Санчо III. Именно во время кризиса регентства, осуществляемого Манрике Пересом де Ларой, Гутьерре вместе со своими братьями Фернандо, Педро и Альваро покинул Кастилию из-за их разногласий с членами дома Лары и искал убежища в Королевстве Леон, чтобы служить королю Фердинанду II, где четыре брата были назначены на соответствующие должности. Гутьерре появляется в 1180—1186 годах, управляя несколькими местами как tenente в разные периоды. Первым из них был Бенавенте в 1180 году, в 1182 году несколько областей в Галисии в районе Тороньо, Лемоса и Монтенегро, а также Вильяльпандо в Саморе, Астурии и Эстремадуры. Его присутствие засвидетельствовано в нескольких королевских хартиях с 1186 по 1190 год в Кастилии в курии regis короля Альфонсо VIII.
Гутьерре появляется, подтверждая многие хартии при дворе и многие дары и другие семейные сделки. Братья Кастро подтвердили пожертвование монастырю Санта-Мария-де-Ретуэрта, сделанное в 1153 году их матерью Эйло и ее вторым мужем графом Рамиро Фройласом. В 1165 году Гутьерре и его брат Педро с согласия других братьев, Фернандо, Альваро и Санчи, пожертвовали вышеупомянутому монастырю имущество, которое они делили в Вильям-Новаме в долине реки Эсгева. 29 марта, между 1188 и 1218 годами, Гутьерре со своей женой Эльвирой и четырьмя из своих пятерых детей, Фернандо, Гарсией, Педро и Санчей, вместе с детьми от первого брака их матери, пожертвовал монастырь Сан-Феликс-де-Инчио со всеми его поместьями госпитальерам. В марте 1181 года графиня Санча Фернандес де Траба, дочь Фернандо Переса де Трабы, вместе со своими двумя детьми Бермудо и Родриго Альваресом подарила Гутьерре, его жене Эльвире и сыну Альваро землю в Лемосе. В 1195 году Гутьерре засвидетельствован в монастыре Ретуэрта вместе со своими племянниками Фернандо и Эйло Альваресами, детьми своей сестры Санчи Родригес и ее мужа Альваро Родригеса де Гусмана.

## Брак и дети
Между 18 сентября 1172 и 12 июля 1173 года Гутьерре Родригес де Кастро женился на Эльвире Осорио, дочери графа Осорио Мартинеса и Терезы Фернандес де Вильялобос, вдове галисийского магната Нуньо Фернандеса. В своем завещании Эльвира просила похоронить ее в этой часовне в монастыре Саагун рядом со своей бабушкой по материнской линии Эльвирой Альфонсес, незаконнорожденной дочерью короля Альфонсо VI Леонского и его любовницы Химены Муньос. Гутьерре и Эльвира были родителями:
- Фернан Гутьеррес де Кастро (? — ок. 1240), королевский альферес и майордом. Был женат на Милии Иньигес де Мендосе. Сначала он управлял несколькими городами в Тьерра-де-Кампос, а позже стал главным владельцем земель, которыми его отец управлял в Галисии. Этот брак дал начало галисийской ветви дома Кастро. Одним из их сыновей был Эстебан Фернандес де Кастро[16][17].
- Гарсия Гутьеррес де Кастро[14]
- Педро Гутьеррес де Кастро (? — после 1218 года), майордом короля Арагона, тененте замка Алгозу и Кастроторафе, а с 1213 года — главный майордом короля Леона[16][14] .
- Альваро Гутьеррес де Кастро (? — около 1213 года), главный майордом короля Леона в 1211 году и губернатор Алистэ, Кастроторафе и Вильяфафилы, он появляется в последний раз в хартии от 8 июля 1213 года[16].
- Санча Гутьеррес де Кастро[14] (? — после 1220 года), жена Суэро Тельеса де Менесеса[16], сына Тельо Переса де Менесеса и его жены Гонтродо Гарсии. Они — предки Тельес де Менесес из Толедо[3].